# Botrány Csehországban
A Botrány Csehországban Sir Arthur Conan Doyle első megjelent Sherlock Holmes-novellája. A művet a The Strand Magazine-ben adták közre Sidney Paget illusztrációival. Magyarul először a Sherlock Holmes kalandjai című kötetben jelent meg az Ifjúsági Lap- és Könyvkiadónál, Takácsy Gizella fordításában, 1987-ben.

## Történet
Egy magát Von Krammnak nevező, arcát maszkkal elfedő úriember kért segítséget Holmestól. A férfi egy gazdag ügyfél ügynökének mutatta be magát, de Holmes pillanatok alatt felismerte benne Wilhelm Gottsreich Sigismond von Ormsteint, Cassel-Delstein nagyhercegét, Csehország trónjának várományosát. Erre a király beismerően letépte arcáról maszkját.
Kiszivárgott, hogy a király arája, Clotilde Lothman von Saxe-Meningen, a svéd király leánya, de a király szeretné elkerülni ennek nyilvánosságra kerülését. Az egyetlen bizonyíték korábbi kapcsolatához köthető, ami egy New Jersey-i operaénekesnőnél, Irene Adlernél van. Szerencsétlenségére, a hölgy pénzbeli hasznot szeretne nyerni az ügyből, ezért megfenyegeti az uralkodót, hogy ha nem fizeti ki a kért összeget, nyilvánosságra hozza korábbi szerelmi ügyét. A király ügynökeivel próbálja megszereztetni a bizonyítékot, emberei be is törnek Irene Adler házába, de nem találnak semmit.

## Magyarul
- Botrány Csehországban; in: Sherlock Holmes kalandjai; ford. Takácsy Gizella; ILK, Bp., 1987
- Botrány Csehországban; in: Sherlock Holmes történetei, 1.; ford. Szolga Emese; Lingvaport Fordítóiroda, Szeged, 2006 (Bilingvaport könyvespolc)

## Külső hivatkozások
- Botrány Csehországban (A Scandal in Bohemia) - Sidney Paget színes illusztrációival